# Vasilij Konstantinovitj Bljukher
Vasilij Konstantinovitj Bljukher (russisk: Васи́лий Константи́нович Блю́хер; født 1. december 1890 i Barsjstinka, Jaroslavl oblast, Det Russiske Kejserrige, død 9. november 1938 i Lubjanka), alias Galin, var en sovjetisk militær, stats- og partileder. Han var den første modtager af Røde Fane-ordenen (1918) og den første modtager af Røde Stjerne-ordenen. Han var krigsminister i den Fjernøstlige Republik og Marskal af Sovjetunionen (1935). Den 22. oktober 1938 blev han arresteret under Stalins udrensning mod den Røde Hær; han døde den 9. november 1938 i NKVD's indre fængsel i Lubjanka. Efter Stalins død blev Bljukher rehabiliteret den 9. marts 1956.

## Familien og de første år
Bljukher blev født i en bondefamilie i landsbyen Barsjstinka, Rybinsk-distriktet i Yaroslavl-provinsen. Ifølge familieanekdoten stammer efternavnet fra hans livegne oldefar, der som ung var blevet "fisket op" og sendt i krigstjeneste. Ved hjemkomsten fra Krimkrigen gav den lokale godsejer ham tilnavnet Blücher, med henvisning til den store prøjsiske feltherre G.L. von Blücher, der bl.a. kæmpede mod Napoleon ved Slaget ved Waterloo. En anden version fortæller, at det var en tipoldefar ved navn Feklist, der kom hjem fra Napoleonskrigene i 1812, der fik tilnavnet Bljukher af godsejeren Kosjin, hvorefter alle kaldte ham Feklist – Bljukher. Som livegen havde man intet efternavn (familienavn) og i forbindelse med livegenskabets ophør tog familien navnet i 1861.
Vasilij Bljukher kom i skole, men han kom han tidligt ud og arbejde. I sommeren 1904 begyndte han at tjene som dreng i en købmandsbutik og kom derefter i arbejde på en fabrik. Her i hovedstaden oplevede han første russiske revolution, som havde indflydelse på dannelsen af hans politiske holdninger. I 1906 vendte Bljukher tilbage til sin fødeby, hvor han fortsatte sin uddannelse.
I 1909 fik Bljukher arbejde hos en låsesmed i Moskva og senere på en virksomhed i Mytisjtji. Han deltog i lokale oprør, hvorved han kom fængsel i tre år. Efter løsladelsen var Bljukher beskæftiget ved Kasan jernbanens værksteder, indtil han blev indkaldt til militæret. Bljukhers svigerinde er citeret for, at han i denne periode ikke arbejdede på fabrik og deltog i optøjer, endsige kom i fængsel, men i stedet var kontorist hos en købmand.

## Soldat i1. verdenskrig
I september 1914 blev Bljukher som militssoldat indrulleret i den 56. Kreml reservebataljon og blev den 16. november sendt til den tysk-russiske front i det 19. Kostroma infanteriregiment.
Han blev såret den 8. januar 1915 nær ved byen Ternopol og blev i juli tildelt Skt. Georg medaljen af 4. grad "for tapperhed". I marts 1916 bliver han på grund af såret erklæret uegnet til krigsførelse og afskediges med pension. I april arbejdede han på Sormovskij skibsværftet i Nisjnij Novgorod og måneden efter begyndte han at arbejde Ostermans mekaniske anlæg i Kasan. I juni 1916 blev han medlem af det bolsjevikiske socialdemokrati RSDAP(b), og efter anmodning fra partiledelsen genindtræder han i maj 1917 i hæren i det 102. reserveregiment. I november 1917 bliver Bljukher medlem af Samaras revolutionære militærkomite og deltager i oprettelsen af sovjetmagten i Samara provinsen.

## Borgerkrigen

### Den Røde Hær
I november 1917 bliver Bljukher medlem af Samaras revolutionære militærkomite og medvirker til oprettelsen af sovjetmagten i Samara provinsen. Senere på måneden bliver han kommissær for rødgardisterne i Tjeljabinsk og vælges til formand for Tjeljabinsk revolutionære militærkomite. Her får han ansvaret for at kæmpe mod de anti-bolsjevikiske kosakenheder under atamanen A. I. Dutov. I begyndelsen af 1918 lykkedes det ham at erobre Orenburg, som var blevet besat af Dutovs enheder i november 1917. Erobringen af den sibiriske by var den første i en række militære succeser under borgerkrigen, der skulle gøre ham til en af de mest kendte befalingsmænd i den Røde Hær, der blev grundlagt af Trotskij i marts 1918. I forbindelsen med oprettelsen af Den Røde Hær blev den Røde Garde automatisk integreret i den nye bolsjevikiske hær.

### Aktiv iSibirien
Bolsjevikkernes position i Sibirien var ikke så stærk som i den europæiske del af Rusland. Den røde hærs sibiriske tropper kom derfor i en kritisk situation, da den social revolutionære opstand mod bolsjevikkerne brød ud i maj 1918. Opstanden blev støttet af soldater fra den tidligere Tjekkoslovakiske Legion af den russiske hær, der havde taget kontrollen med den transsibirske jernbane. Efter generobringen af Jekaterinburg den 25. juni 1918 omringede de kontrarevolutionære tropper Orenburg. Bljukher tog kommandoen over byens røde tropper og førte dem i en 1500 km lang voldelig march tilbage over Ural til områder, der stadig var under bolsjevikkernes kontrol. Denne bedrift betød at Bljukher i november 1918 var den første, der fik tildelt den nyoprettede Røde Fane-ordenen.
Tropperne, der var blevet af ledet af Bljukher, blev som det 30. riffelregiment i september 1918 indarbejdet i den 4. Ural-division og Bljukher blev officielt udnævnt til regimentets kommandant.
I januar 1919 blev Bljukher udnævnt til assistent for kommandanten for den 3. sovjetiske hær og i april påtog han sig opgaven med at befæste Vjatka-distriktet mod angreb fra Koltjaks Hvide hær. I sommeren 1919 fik Bljukher kommandoen over den 51. infanteridivision og med denne enhed kom Bljukher videre fra Tjumen til Bajkalsøen langs den transsibirske jernbanelinje mod øst.

### Kampen modWrangel
I begyndelsen af august 1920 var Bljukhers division blevet flyttet til det sydlige Rusland, hvor han deltog i kampen mod sydlige del af den Hvide hær under ledelse af general Pjotr Nikolajevitj Wrangel.

Bljukhers tropper forsvarede Kakhovka brohovedet på den sydøstlige side af Dnjepr i Ukraine.
De hvide styrker gjorde massiv brug af engelske og franske Renault tanks under deres angreb på brohovedet mellem den 8. og 14 oktober. Det endte som en fuldstændig fiasko for de hvide styrker, der mistede alle deres tanks.
Bljukhers division blev væsentligt styrket med tilførslen af en brigade med flammekastere og stormtropper, og de blev herefter frontens angrebstropper. I november nåede divisionen til Perekop og deltog i Perekop . – Tjongar operationen med angrebet på den tyrkiske mur. Efter en total fiasko den 7. november, hvor man havde iværksat et frontalt angreb i seks bølger mod de hvide styrker, indtog man Perekop den 9. november 1920. Den 11. november blev de hvides positioner ved byen Isjun indtaget og den 15. november kom enheder af divisionen til Sevastopol og Jalta. Med Wrangels afrejse fra Krim den 14. november, var den Hvide hær endeligt besejret i den europæiske del af Rusland.
Bljukher blev for anden gang tildelt Røde Fane-ordenen for disse sejre, mens hans division, modtog hædersnavnet "Perekop".
Efter en længere sygeorlov og ferie, blev Bljukher i februar 1921 udnævnt til chef for garnisonen i Odessa og chef for tropperne i Odessa-provinsen.

### DenFjernøstlige Republik
I maj 1921 blev Bljukher sendt tilbage østpå til Tjita, hovedstaden i den Fjernøstlige Republik, for at opbygge republikkens militær og 27. juni udnævnes han til formand for militærrådet, chef for de væbnede styrker samt forsvarsminister. Han får erobret de sidste områder, der stadig var kontrolleret af hvide tropper. Han var bl.a. involveret i arrestationen af østrigeren Roman von Ungern-Sternberg, der fra Urga i Mongoliet kæmpede med sine hvide tropper mod bolsjevikkerne og den senere sejr over general Viktorin Mikhailovitj Moltjanov i slaget ved Volotjajevka.
Bljukher stræbte efter en fuldstændig befrielse af Fjernøsten fra den japanske besættelse. Gennem forhandlinger med det Japanske kejserrige og De Forenede Stater, blev besluttet at trække alle interventionsstyrker tilbage, hvilket medførte den ønskede succes i 1922. Således kunne Bljukers tropper træde ind i Vladivostok den 25. oktober 1922 og den 15. november 1922 blev den Fjernøstlige Republik integreret i det nyoprettede Sovjetunionen. Kun den nordlige del af øen Sakhalin forblev i japanske hænder indtil 1925.

## Petrograd 1922-24
I juli 1922 bliver Bljukher kaldt tilbage fra Fjernøsten til Moskva og 26. september udnævnes han til øverstbefalende for det 1. infanterikorps, der var dannet af de divisioner, der endte i Petrograd efter revolutionen.
I denne periode vælges Bljukher både til Petrograd-sovjetten og bliver medlem af den all-russiske centrale eksekutivkomité.
I april 1923 udnævnes han til midlertidig fungerende chef for garnisonen i Petrograd og i februar 1924 kommandant for det befæstede område Leningrad.

## Militærrådgiver forGuomindang1924-27
I august 1924 blev Bljukher af den sovjetiske ledelse sendt på hemmelig mission til Kina, som militærrådgiver for Sun Yat-sen, der var leder af den revolutionære Guomindang-bevægelse. Han ankom i slutningen af oktober til Guangzhou under pseudonymet General sV. Uralskij. Der blev indgået aftaler om overførsel af sovjetisk udstyr og våben til kineserne og der blev oprettet et militærråd under Guomindang centralkomite bestående af Liao Zhongkai, Hu Hanmin, generalerne Xu Chunzhi, Chiang Kai-shek, Yang Simin og som rådgiver, V.V. Uralsky (Bljukher).
Bljukher arbejdede på Militærakademiet i Whampoa. Bljukher blev de facto ansvarlig for at lede Guomindangs første østlige kampagne, der fandt sted fra januar til marts 1925. Han fandt ud af, at mange af de kinesiske generaler, som han skulle arbejde sammen, havde en mangel på ansvar. Derudover blev hans planer kun implementeret mod stor modstand fra de kinesiske officerer. På trods af disse vanskeligheder var kampagnen en succes. Den nationale revolutionære hær fik befriet et stort område ved sydkinesiske kyst og mere end syv tusind af fjendens soldater blev fanget.
På grund af sygdom rejste Bljukher den 23. juli 1925 tilbage Sovjetunionen for behandling. Han var ofte syg i Kina, dels på grund af de gamle krigsskader fra 1. verdenskrig og dels på grund af den fotodermatitis, han havde fået her.

Han vendte tilbage til Kina i midten af maj 1926, nu under pseudonymet Z.V. Galin, og fortsatte som ledende rådgiver for Guomindangs militærråd. Den nationale revolutionære hærs anden østlige kampagne og den senere nordlige kampagne blev også udført med succes ved hjælp fra Bljukher og de konsulenter, han var leder for. Efter den nordlige kampagne havde Guomindang sikret sig en central magtposition i Kina. Efter Chiang Kai-Shek, som var blevet leder af Guomindang, var begyndt at bekæmpe de kinesiske kommunister, forlod de sovjetiske rådgivere Kina i sommeren 1927.

## Den særlige fjernøstlige armé
Efter at have vendt tilbage fra Kina, overtog Bljukher indtil august 1929 først kommandoen for den Røde hær i Ukraine og derefter ledelsen for den nyoprettede særlige fjernøstlige hær, hvis hovedkvarter var beliggende i Khabarovsk. Med denne hær bekæmpede han med succes tropperne fra den kinesiske nationale revolutionære hær under ledelse af Zhang Xueliang under den Kinesisk-sovjetiske konflikt i 1929, som varede indtil den 22. december. For denne militære succes blev Bljukher som den første tildelt Røde Stjerne-ordenen.
Bljukher blev i november 1935 sammen med fire andre højtstående officerer i den Røde Hær (Mikhail Tukhatjevskij, Semjon Budjonnyj, Kliment Vorosjilov og Aleksandr Jegorov) udnævnt til de første marskaller af Sovjetunionen. Dette beskyttede oprindeligt Bljukher fra de stalinistiske udrensninger, der begyndte i 1936. Omorganiseringen af den særlige fjernøstlige hær, der fra februar 1937 blev hædret med titlen "Den fjernøstlige Røde Fane Arme", havde også styrket hans position.
I maj 1937 blev Bljukher indkaldt til møde i Folkekommissariatet for forsvar af folkekommissæren Vorosjilov. Her fik han oplyst, at man havde arresteret en række "fjender af folket", heriblandt marskal Mikhail Tukhatjevskij. Han fandt ud af, at der var en sag i gang om en "fascistisk-militær konspiration" og han blev selv udpeget (tvunget) til at sidde i den hemmelige militære domstol i Moskva, som skulle pådømme de skyldige. Tukhatjevskij og syv andre generaler i den Røde hær blev dømt til døden og henrettet.
Mens Bljukher deltog i domstolen i Moskva, begyndte NKVD at rydde op i "Den fjernøstlige Røde Fane Arme" i Fjernøsten.
| Citat                            | Marskal Bljukher – han er et symbol for den epoke: Han sad som en ugle i rettens præsidium og dømte Tukhatjevskij. (Og Tukhatjevskij ville have gjort det samme mod ham.) De skød Tukhatjevskij – og senere skar de også Bljukhers hoved af. | Citat |
| Aleksandr Isaejvitj Solsjenitsyn | |       |

## Grænsestridigheden ved Khasan
1. juli 1938 blev den fjernøstlige armé omdannet til den Fjernøstlige Front og Bljukher fik overdraget ledelsen af den nye enhed, der tilførtes tusindvis af nye soldater og opdeltes i nye hære, men uden ledelsesmæssig og udstyrsmæssig opskalering. Dette skete efter ordre fra Folkekommissæren for forsvar Kliment Vorosjilov, fordi der siden slutningen af 1937 havde været rapporteret japanske troppebevægelser og grænsekrænkelser i området, hvor Kina, Korea og Sovjetunionen grænser mod hinanden. Den 18. juli 1938 overbragte den japanske ambassadør et ultimatum med trussel om magtanvendelse til den sovjetiske regering med krav om, at to højdedrag ved søen Khasan (Besymjannaja og Saosernaja) skulle overdrages til japanerne. Kravet blev pure afvist, bl.a. fordi man fra disse punkter ville kunne beskyde og iværksætte angreb mod Vladivostok.
Den 29. juli 1938 iværksatte japanerne et angreb og indtog de to højdedrag. Der blev kæmpet intenst om området frem til den 11. august, hvor japanerne anmodede om våbenhvile. Tabene fra sovjetisk side overgik langt tabene hos japanerne og det var tydeligt, at der var modstridende ordrer og manglende styring i de sovjetiske geledder.
Bljukher blev i slutningen af august kaldt til Moskva, hvor han blev frataget kommandoen for den Fjernøstlige Front og overførtes til reserven samtidig med, at hele den fjernøstlige hær blev omstruktureret.
Bljukher forblev i Moskva og han fik i slutningen af september tildelt en lejlighed i en af regeringsbygningerne til sig og sin familie.

## Anholdelse og død
Den 28. september 1938 rejste Bljukher og hans familie på ferie og behandling ved Sotji Sortehavskysten, hvor Vorosjilov havde stillet sin datja til rådighed.
22. oktober 1938 blev Bljukher om morgenen arresteret i datjaen. Arrestordren nr. 1901 af 19. oktober 1938 var blevet underskrevet af folkekommissæren for indenrigsanliggender NKVD, Nikolaj Jesjov. Bljukhers daværende kone og hans bror blev arresteret ved samme lejlighed og børnene sendt på børnehjem; senere blev andre af hans familiemedlemmer og tidligere ægtefæller anholdt.
Bljukher blev transporteret til NKVDs interne fængsel Lubjanka i Moskva. I løbet af de 18 dage fra han blev arresteret og indtil sin død, blev han forhørt 21 gange, både i Lubjanka og Lefortovo fængslet. Syv afhøringer blev personligt foretaget af Lavrentij Pavlovitj Berija, der i august 1938 var blevet 1. vicefolkekommissær under Jesjov.
Det fremgår af forhørsprotokollerne, at både familiemedlemmer, militærpersoner og sågar han selv kunne "fortælle" om deltagelse i spionage til fordel for Japan, anti-sovjetisk virksomhed og militær konspiration.
Vidnesbyrd fra tidligere læge ved Lefortovofængslet, A. A. Rosenbljum:
```
"Fra undersøgelsesværelset måtte jeg personligt selv hente fangerne, der var i choktilstand og slået til ukendelighed. Følgende fanger kendte jeg med efternavn: : Tsveik (fra 
Komintern
), Vejtser (tidligere folkekommissær for udenrigshandel), Krestinskij (fra Folkekommissariatet for udenrigsanliggender), Betallo Kalmykov (tidligere sekretær for Centralkomiteen for Kabardino-Balkariske Republik), Venstjok (tidligere leder af fængselsadministrationen, NKVD), Blat (tidligere Folkekommissær for 
Hviderusland
), Kaminskij (tidligere Folkekommissær for sundhed), Bljukher og hans kone, Bersin (tidligere chef for 
Dalstroj
) ... Fanger blev slået med bæltespænder, specielle bælter, ammoniak blev hældt i munden ..."
[
22
]
```

En tidligere medarbejder i den offentlige administration af statssikkerhedsdirektoratet for Sovjetunionen, NKVD, D. V. Kasjejev har afgivet følgende vidnesbyrd:
```
"Dette var en af fridagene. Jeg kom til det kontor, hvor Bljukher var (forhørene blev udført af N.V. Ivanov). -Kontoret støder op til Berijas. Jeg så, at Bljukher var i det sammen med vagten. Bljukher var tydeligvis blevet slået dagen før, fordi han havde bandage om hovedet. Jeg satte mig ved bordet og prøvede at stille et par spørgsmål om hans tjeneste i fjernøsten. Han svarede modvilligt og skarpt. Da jeg så, at Bljukher ikke var tilbøjelig til at tale, tog jeg avisen og begyndte at læse. Så, tavse sad vi på kontoret i cirka seks timer ..."
[
22
]
```

Vidnesbyrd fra en af fangerne i NKVD-fængslet, S. A. Arina-Rusakovskaja:
```
"Koltjuginaja-Bljukher (Bljukhers 2. hustru) var med mig i cellen ... Fra samtaler med hende fik jeg kendskab til hendes konfrontation med marskal Bljukher. Koltjuginaja-Bljukher sagde, at Bljukher var blev slået til uigenkendelighed og var i nærmest sindssyg tilstand. Han sagde uhyrlige ting til sig selv. Bljukher var blevet revet i stykker; han så ud som om han havde været under en tank ..."
[
22
]
```

Ti minutter i elleve om aftenen den 9. november 1938 døde Bljukher pludselig på lægekontoret i det indre fængsel. Liget blev ført til lighuset i Butyrkafængslet til retsmedicinsk obduktion. Obduktionen blev udført af retsmedicineren Semenovskij under nærværelse af lederen af NKVDs indre fængsel, L.G. Mironov pg efterforskerne Ivanov og I.I. Golovlev. Rapporten konkluderede at marskallens død var forårsaget af en blokering af lungearterien fra en trombe dannet i bækkenvenerne.
Tidligt om morgenen den 10. november blevet liget sendt til kremering.
Den 11. november 1938 blev sagen mod Bljukher afvist på grund af sigtedes død.

## Rehabilitering
I september 1955 blev der indleveret ansøgninger om at genoptage sagerne mod Bljukher. Som følge heraf blev hans sag gennemgået af et efterforskningsteam ledet af vicechefen for den militære anklagemyndighed oberst J. V. Terekhov.
Den 9. marts 1956 kunne Terekhov træffe beslutning om, at afgørelsen truffet den 11. november 1938 om at afvise sagen mod V.K. Bljukher på grund af dennes død skulle annulleres. I stedet skulle sagen ophæves, fordi Bljuker ikke havde handlet på nogen måde, der kunne anses som en forbrydelse (corpus delicti). Undersøgelsen havde vist, at han var blevet anklaget for de mest alvorlige statsforbrydelser, men at sagen mod ham var forfalsket.
Bljukhers bror, Pavel Konstantinovitj, som havde vidnet mod ham og som var blevet henrettet 26. februar 1939, blev rehabiliteret 9. maj 1956. Sagen mod hans enke, Glafira Lakinitjna Besverkhova-Bljukher blev ligeledes afvist i 1956 og hun fik lov til at vende tilbage til Moskva, efter at hun først var sendt 8 år i arbejdslejr og derefter levet i eksil til Sibirien.

## Film
- Marskal Bljukher: Portræt på baggrund af en æra, film fra 1988. Dokumentar af Vladimir Ejsner (russisk: Маршал Блюхер: Портрет на фоне эпохи, фильм 1988г. Режиссер: Владимир Эйснер)

- Wikimedia Commons har flere filer relateret til Vasilij Konstantinovitj Bljukher